# 基尔巴茹
基尔巴茹（法語：Quirbajou，法語發音：[kiʁbaʒu] ⓘ）是法国奥德省的一个市镇，属于利穆区。

## 地理
基尔巴茹（42°49'47"N, 2°10'43"E）面积13.95 平方千米，位于法国奧克西塔尼大區奥德省，该省份为法国南部沿海省份，北起塔恩省，西北接上加龙省，西接阿列日省，南至东比利牛斯省，东临地中海，东北与埃罗省接壤。
与基尔巴茹接壤的市镇（或旧市镇、城区）包括：贝尔维亚讷和卡维拉克、贝尔维斯、卡亚、库东、马尔萨、圣马丹利斯、基扬。

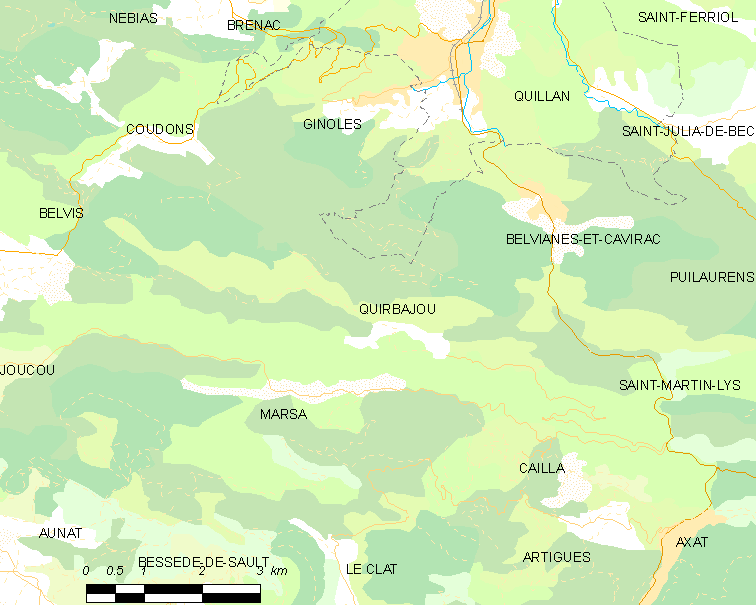
基尔巴茹的OSM定位图

基尔巴茹的时区为UTC+01:00、UTC+02:00（夏令时）。

## 行政
基尔巴茹的邮政编码为11500，INSEE市镇编码为11306。

## 政治
基尔巴茹所属的省级选区为上奥德河谷县。

## 人口

1962-2008年间基尔巴茹人口变化图示

基尔巴茹于2022年1月1日时的人口数量为50人。